# Культура эсперанто
Культу́ра эспера́нто — культура, образовавшаяся в сообществе эсперантистов за более чем 100 лет существования языка.